# Eriophorum
Genre
Classification phylogénétique
Eriophorum est un genre de plantes vivaces qui appartient à la famille des Cyperaceae.
Noms vernaculaires : linaigrette, linaigrette jonc, herbe à coton...
On trouve communément les linaigrettes dans les endroits humides de montagne, sur terrain siliceux, dans les tourbières. L'aire de répartition de ces reliques glaciaires va des régions arctiques jusqu'à nos contrées, en montagne. Autrefois répandues en plaine, elles y sont désormais rares du fait de la disparition de leur milieu. Certaines espèces se rencontrent dans les marais alcalins (terrains calcaires).
Dans certaines régions, on a pu se servir de leurs soies comme de coton. Les soies que l'on observe appartiennent aux graines (des akènes). La dispersion des graines se fait par le vent : ce sont des plantes anémophiles.

## Espèces de la flore française
- Eriophorum angustifolium - Linaigrette à feuilles étroites (Syn. Eriophorum polystachion)
- Eriophorum gracile - Linaigrette grêle
- Eriophorum latifolium - Linaigrette à feuilles larges
- Eriophorum scheuchzeri - Linaigrette de Scheuchzer (Syn. Eriophorum capitatum)
- Eriophorum vaginatum - Linaigrette vaginée

### Remarque
La linaigrette des Alpes est actuellement rattachée au genre Trichophorum : Trichophorum alpinum (L.) Pers.

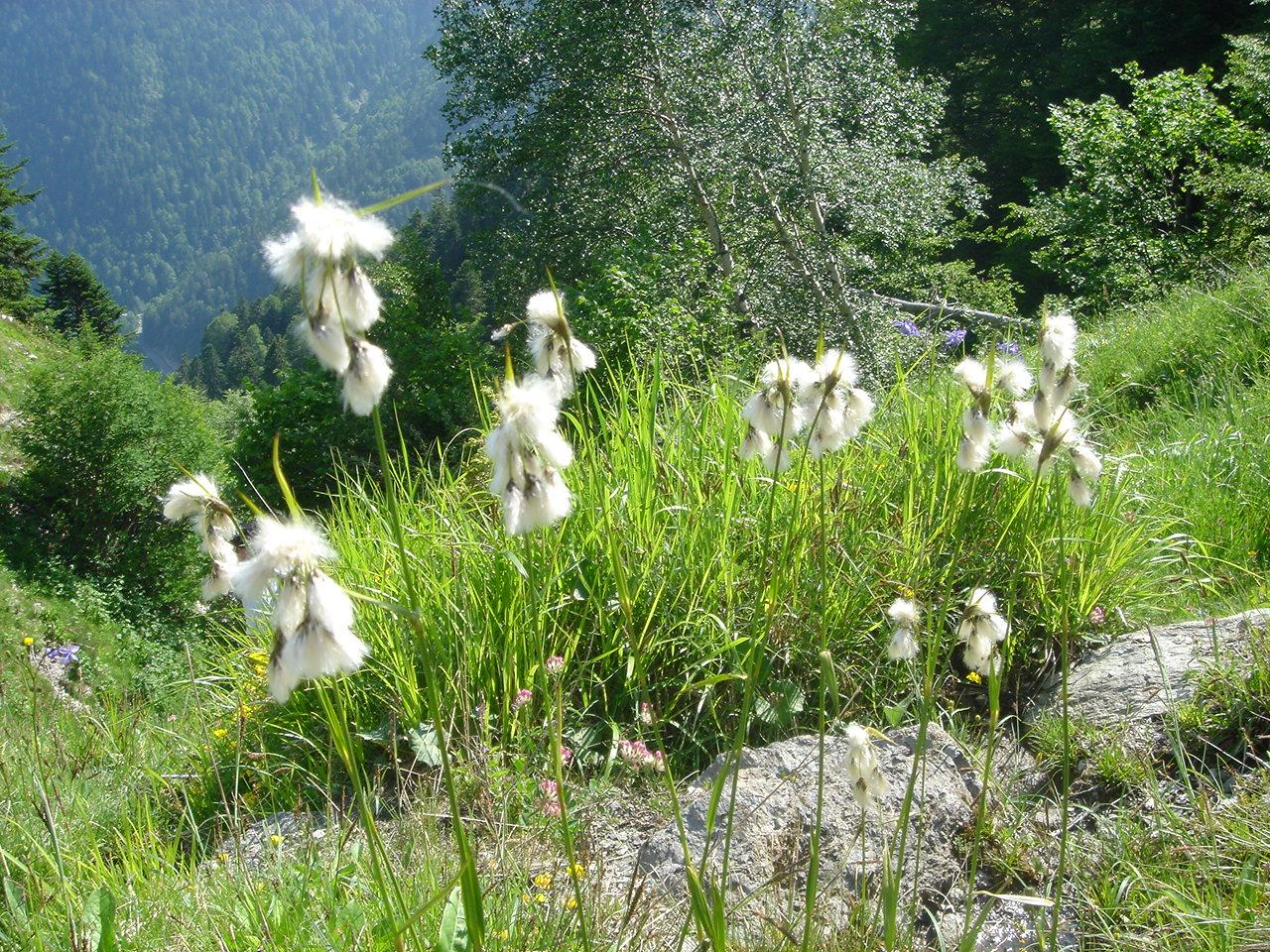
Eriophorum angustifolium
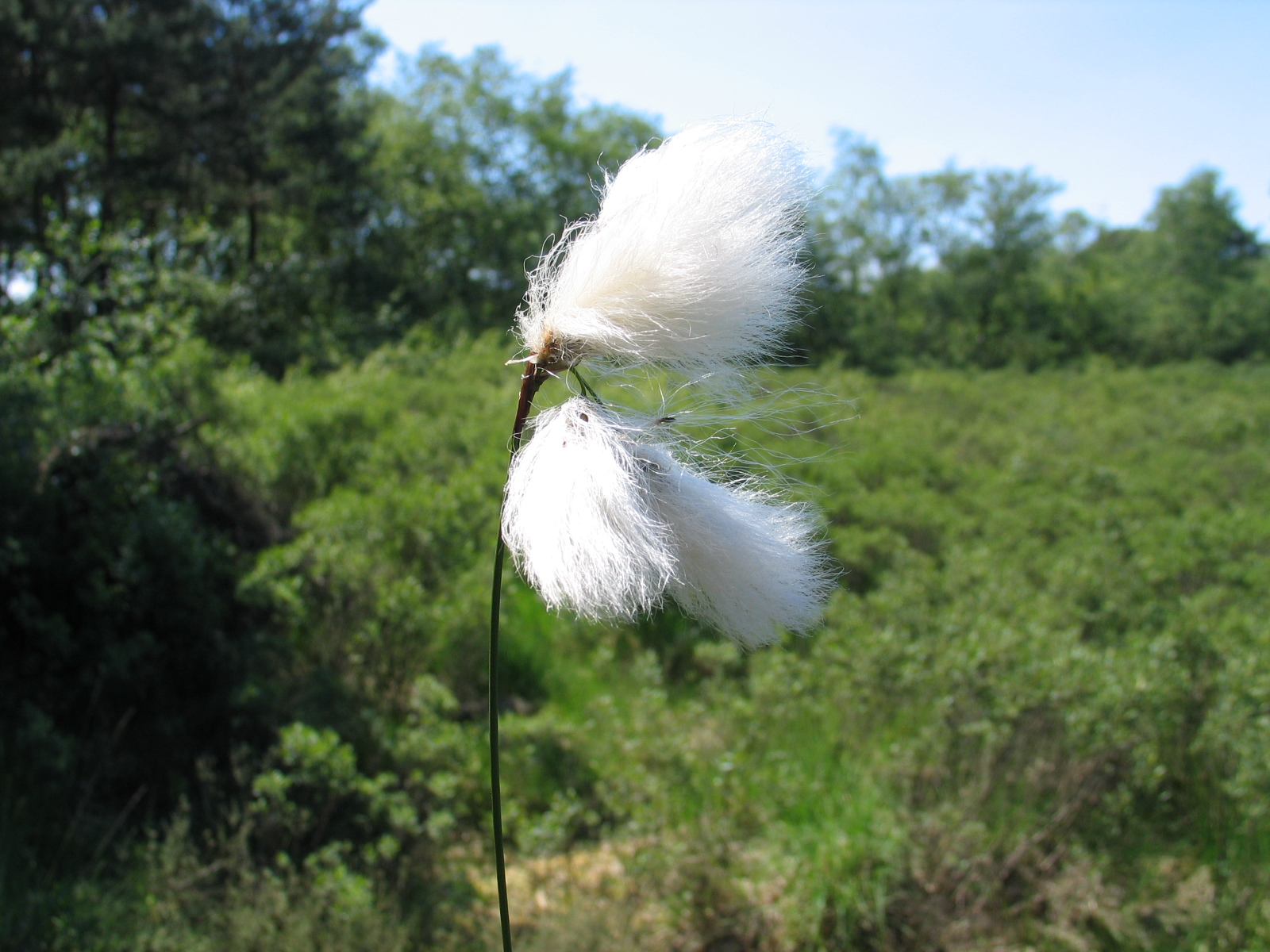
Eriophorum angustifolium
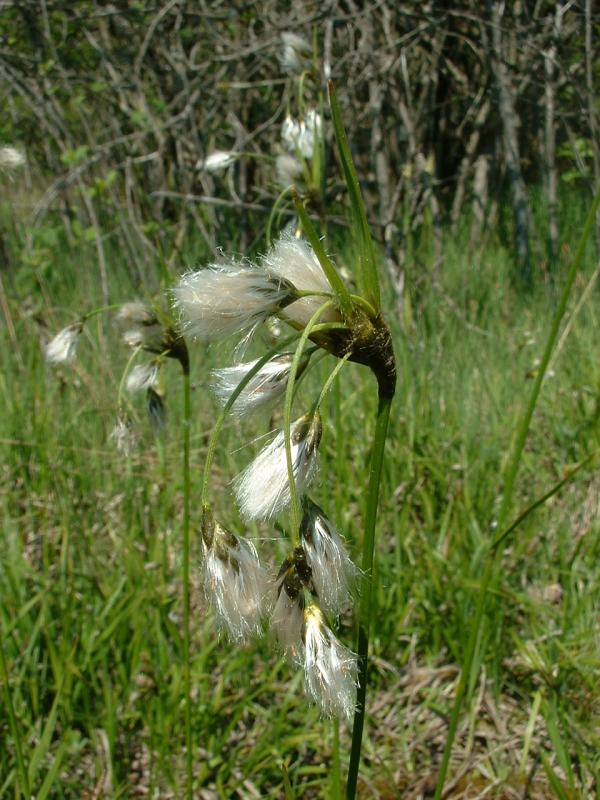
Eriophorum latifolium

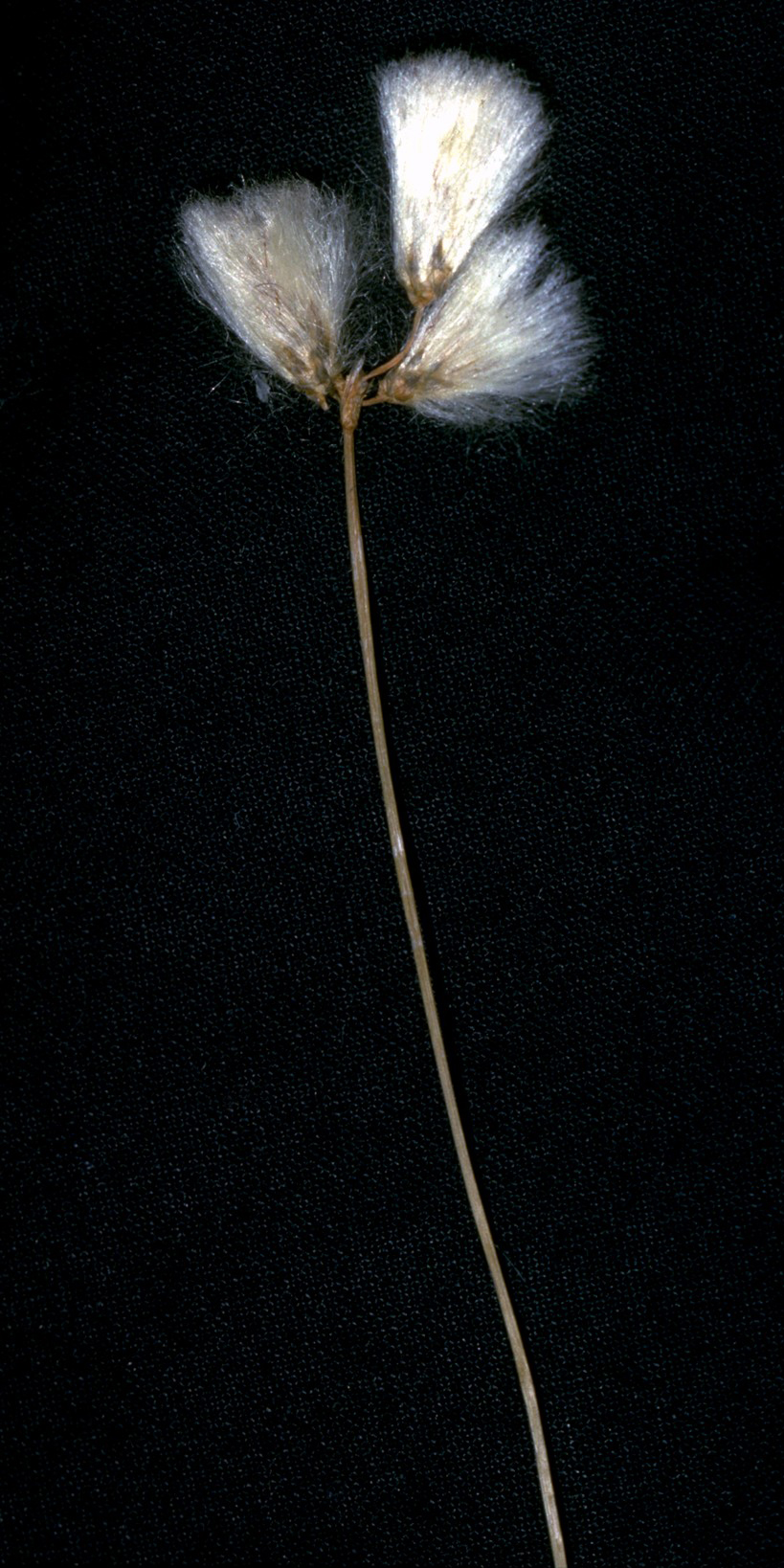
Eriophorum gracile
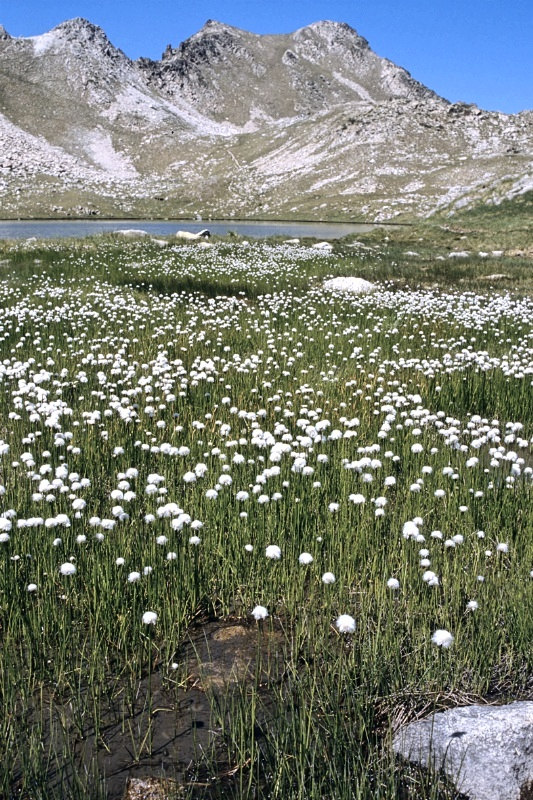
Eriophorum scheuchzeri dans les Pyrénées
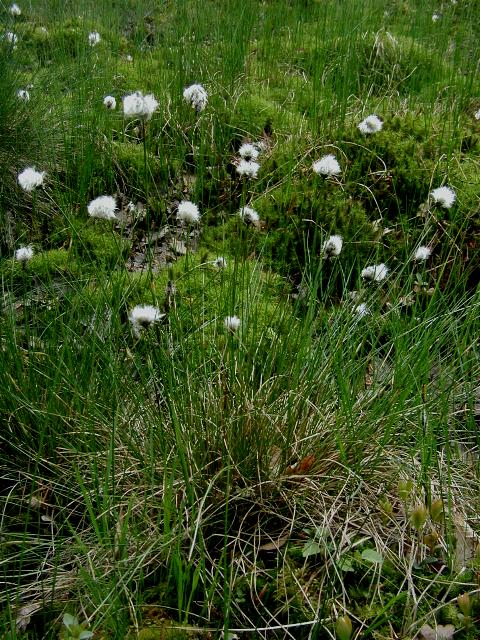
Eriophorum vaginatum

## Liste des espèces
- Eriophorum altaicum Meinsh.
  - Eriophorum altaicum var. altaicum Meinsh.
- Eriophorum angustifolium Honckeny
  - Eriophorum angustifolium ssp. angustifolium Honckeny
  - Eriophorum angustifolium var. coloratum Hultén
  - Eriophorum angustifolium var. majus F.W. Schultz
  - Eriophorum angustifolium var. subarcticum (Vassiljev) Kartesz et Gandhi
- Eriophorum brachyantherum Trautv. et C.A. Mey.
  - Eriophorum brachyantherum var. brachyantherum Trautv. et C.A. Mey.
  - Eriophorum brachyantherum var. pellucidum Lepage
- Eriophorum callitrix Cham. ex C.A. Mey.
- Eriophorum chamissonis C.A. Mey.
- Eriophorum crinigerum (Gray) Beetle
- Eriophorum gracile W.D.J. Koch
- Eriophorum russeolum Fries ex Hartman
  - Eriophorum russeolum var. russeolum Fries ex Hartman
- Eriophorum scheuchzeri Hoppe
- Eriophorum tenellum Nutt.
- Eriophorum vaginatum L.
- Eriophorum virginicum L.
- Eriophorum viridicarinatum (Engelm.) Fern.